# Hàn Phúc
Hàn Phúc (chữ Hán:韓福, bính âm: Han Fu; ???-200) là một nhân vật hư cấu trong tiểu thuyết lịch sử Tam Quốc diễn nghĩa của nhà văn La Quán Trung. Trong triểu thuyết này Hàn Phúc được mô tả là thái thú Lạc Dương dưới trướng của Tào Tháo và là thông gia với Thái thú Huỳnh Dương Vương Thực. Hàn Phúc đã bị Quan Vũ giết hại khi ngăn không cho ông này tìm về với người anh kết nghĩa của mình là Lưu Bị, điều đó được thể hiện trong điển tích "qua năm ải, chém sáu tướng" tại Hồi thứ 27, trong đó Hàn Phúc là viên tướng bị chém ở cửa ải thứ 2, tuy nhiên trong một nỗ lực chống trả, Hàn Phúc cũng đã bắn tên bị thương Quan Vũ ở cánh tay trái.

## Câu chuyện
Sau khi Quan Vũ chém Khổng Tú để vượt qua cửa ai Đông Linh, có người báo Hàn Phúc biết tin, Hàn Phúc tổ chức cuộc họp bàn với các tướng để đối phó với tình hình. Nha tướng của Hàn Phúc là Mạnh Thản đề xuất phải ngăn Quan Vũ lại vì "Không có giấy tờ của thừa tướng, tất là đi lén lút, nếu không ngăn lại, tất bị tội lỗi".
Tuy nhiên Hàn Phúc tỏ ra lo ngại vì Quan Công dũng mãnh lắm ngay cả Nhan Lương, Văn Xú cũng đều bại dưới tay Quan Vũ và không thể dùng sức địch lại chỉ nên dùng mưu. Mạnh Thản đề xuất phương án lấy chông chà rào kín cửa quan, đợi khi Quan Vũ đến, Mạnh Thản sẽ trực tiếp đánh nhau, rồi giả vờ thua chạy, dụ Vũ đuổi theo, Hàn Phúc sẽ đứng núp một nơi, lấy tên mà bắn và nếu bắn ngã ngựa, bắt giải về Hứa Đô, chắc được trọng thưởng.

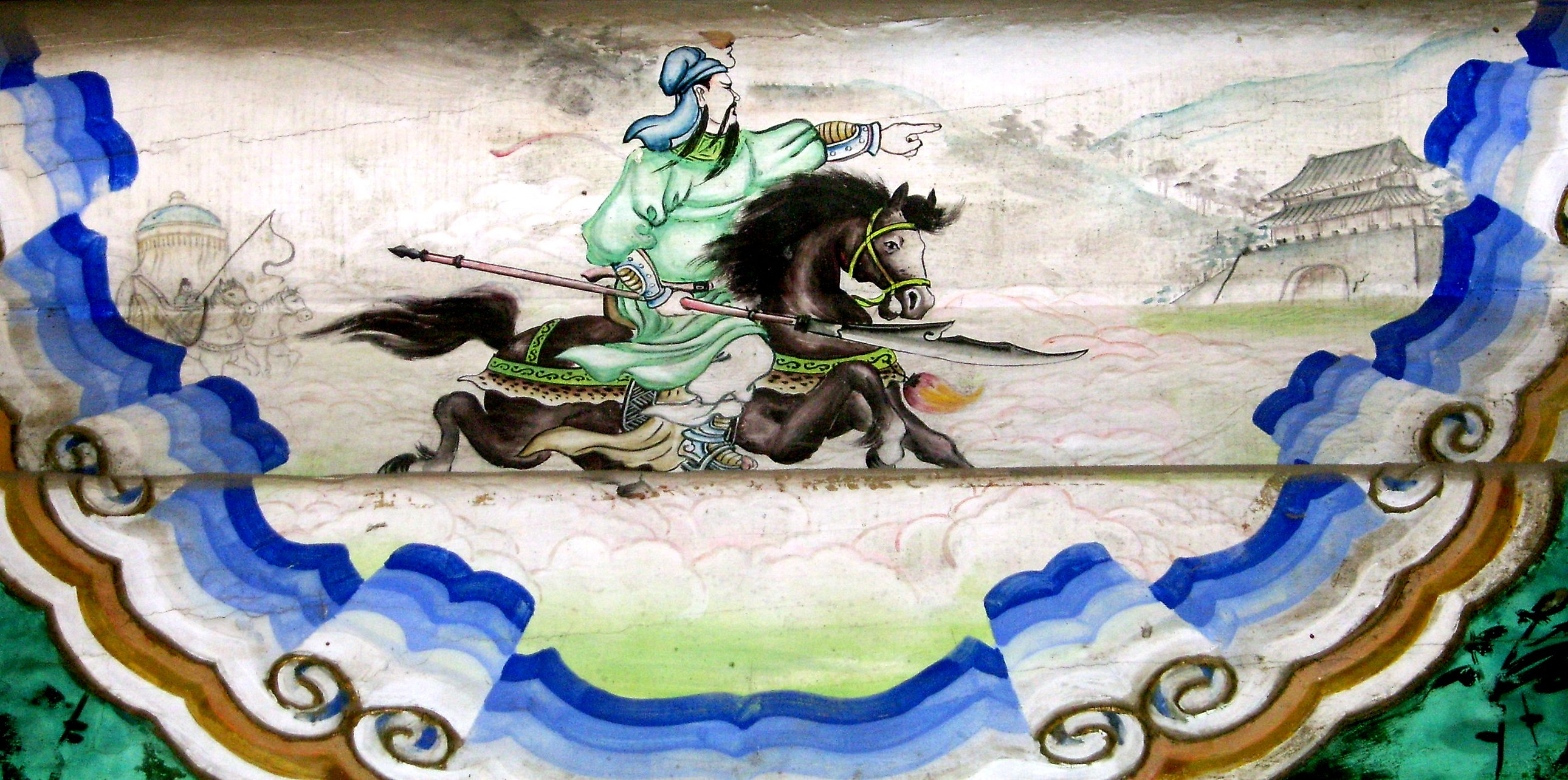
Quan Vũ hộ tống hai vị phu nhân đến cửa ải

Cuộc họp vừa bàn định xong, quân vào báo đoàn xe tùy tùng của Quan Vũ đã đến. Hàn Phúc đeo cung cài tên, đem một nghìn quân mã dàn ngoài cửa quan, hỏi Quan Vũ là ai và khi qua ải có giấy tờ thông hành hay công lệnh gì không? Quan Vũ ngang ngược trả lời rằng vì bận việc không kịp lấy. Hàn Phúc đáp rằng ông ta chỉ phụng mệnh Tào Tháo trấn thủ đất này và chuyên phụ trách việc khám xét kẻ gian đi lại như vậy nếu không có giấy tờ, tức là đi trốn. Quan Vũ không những sợ mà còn hăm dọa rằng "Khổng Tú ở Đông Lĩnh không cho ta đi, vừa bị ta giết chết. Ngươi cũng muốn chết à?"
Hàn Phúc nói quát lớn: "Ai bắt lấy nó cho ta!". Lập tức Mạnh Thãn theo kế hoạch cưỡi ngựa ra, múa đôi đao đón đánh. Quan Vũ bảo xa trượng lui lại, rồi tiến lên đánh Mạnh Thản. Đánh được ba hiệp, Mạnh Thản quay ngựa chạy, chỉ mong dụ Quan Vũ đuổi theo, không ngờ ngựa Xích Thố của Quan Công chạy nhanh quá, đến ngay sau lưng, và Quan Vũ chém ngay vào lưng và hạ gục Mạnh Thản.
Khi Quan Vũ quay ngựa trở lại, Hàn Phúc nấp ở trong cửa giương cung bắn lén, mũi tên bay chính xác nhưng tiếc là chỉ trúng vào cánh tay trái Quan Vũ. Quan Vũ quá khỏe và quá hung hăng liền lấy miệng cắn tên rút ra, tuy máu chảy không thôi nhưng liền quay đầu xông thẳng đến Hàn Phúc đánh tan mọi người. Hàn Phúc thấy tình thế nguy cấp phải bỏ chạy không kịp bị Quan Vũ chém một nhát, đứt từ đầu tới vai và thiệt mạng tại chỗ.

## Trong Trọng Tương vấn Hán
Trong tác phẩm Trọng Tương vấn Hán, Hàn Phúc được đề cập đến là hậu kiếp của Lã Đằng một trong sáu tướng phản bội Hạng Vũ, nên đã phải trả giá vì hành vi của kiếp trước.